# Yan Ni (Volleyballspielerin)
Yan Ni (chinesisch 颜妮, Pinyin Yán Nī; * 2. März 1987 in Shenyang, Provinz Liaoning) ist eine chinesische Volleyballspielerin.
Yan wurde mit der chinesischen Nationalmannschaft 2015 Asienmeisterin und siegte beim World Cup in Japan. Ein Jahr später gewann die Mittelblockerin bei den Olympischen Spielen 2016 in Rio de Janeiro die Goldmedaille. 2018 gewann Lin mit der Nationalmannschaft bei der Nations League und bei der Weltmeisterschaft in Japan jeweils Bronze und siegte bei den Asienspielen in Jakarta. 2019 gewann sie den World Cup in Japan.
Yan spielte in ihrer Jugend auch Beachvolleyball und ab 2005 bei Liaoning Brilliance Auto, wo sie 2006 die chinesische Meisterschaft gewann.
Yan wurde in ihrer Karriere sowohl auf Nationalmannschafts- als auch auf Vereinsebene vielfach als „Wertvollste Spielerin (MVP)“ und „Beste (Mittel)blockerin“ ausgezeichnet.